# يو إف سي على إي إس بي إن: كانونير ضد جاستيلوم
يو إف سي على إي إس بي إن: كانونير ضد جاستيلوم (بالإنجليزية: UFC on ESPN: Cannonier vs. Gastelum)‏ هو حدث لفنون القتال المختلطة نظمته يو إف سي، أُقيم في 21 أغسطس 2021، على يو إف سي أبيكس في إنتربرايز، نيفادا، الولايات المتحدة.